# Thomas Schmid
Thomas Schmid (Hamburgo, 29 de marzo de 1959) es un deportista alemán que compitió para la RFA en vela en la clase Finn.
Ganó una medalla de oro en el Campeonato Mundial de Finn de 1988 y una medalla de bronce en el Campeonato Europeo de Finn de 1982. Participó en los Juegos Olímpicos de Seúl 1988, ocupando el sexto lugar en la clase Finn.

## Palmarés internacional
| \| Representando a la RFA \| \| \| \| \| Campeonato Mundial \| \| \| \| \| Año \| Lugar \| Medalla \| Clase \| \| 1988 \| Ilhabela (Brasil) \| Medalla de oro \| Finn \| \| Campeonato Europeo \| \| \| \| \| Año \| Lugar \| Medalla \| Clase \| \| 1982 \| El Masnou (España) \| Medalla de bronce \| Finn \| |                    |                   |       |
| Representando a la RFA |                    |                   |       |
| Campeonato Mundial |                    |                   |       |
| Año | Lugar              | Medalla           | Clase |
| 1988 | Ilhabela (Brasil)  | Medalla de oro    | Finn  |
| Campeonato Europeo |                    |                   |       |
| Año | Lugar              | Medalla           | Clase |
| 1982 | El Masnou (España) | Medalla de bronce | Finn  |